# Maria Bibro
Maria Bibro, née Kusion le 18 juillet 1936 à Brzesko et morte le 9 janvier 1996 à Tarnów, est une athlète polonaise, spécialiste du saut en longueur et du pentathlon. 
Elle a souvent participé aux relais 4 × 100 m polonais, y signant d'ailleurs son meilleur résultat avec une médaille de bronze aux championnats d'Europe de 1958 avec ses compatriotes Maria Chojnacka, Barbara Janiszewska et Celina Jesionowska. En pentathlon, elle terminait sixième de ces mêmes championnats.
Maria Bibro a également participé à deux éditions des Jeux olympiques d'été : à Melbourne et Rome.

## Palmarès

### Jeux olympiques d'été
- Jeux olympiques d'été de 1956 à Melbourne ( Australie)
  - éliminé en série sur 100 m
  - 9e en saut en longueur
  - éliminé en série en relais 4 × 100 m
- Jeux olympiques d'été de 1960 à Rome ( Italie)
  - 13e en saut en longueur

### Championnats d'Europe d'athlétisme
- Championnats d'Europe d'athlétisme de 1954 à Berne ( Suisse)
  - 8e en saut en longueur
  - 5e en relais 4 × 100 m
- Championnats d'Europe d'athlétisme de 1958 à Stockholm ( Suède)
  -  Médaille de bronze en relais 4 × 100 m
  - 6e en pentathlon